# Bruce Cabot
Bruce Cabot (20 de abril de 1904 - 3 de mayo de 1972) fue un actor estadounidense. Su papel más conocido es el de Jack Driscoll en la película King Kong (1933).

## Biografía
Su verdadero nombre era Etienne Pelissier Jacques de Bujac. Nació en Carlsbad, Nuevo México, siendo su padre el coronel francés Etienne de Bujac y su madre Julia Armandine Graves, la cual murió poco después de nacer él. Cabot debutó en el cine en 1931, y durante el curso de su carrera apareció en casi cien películas, incluyendo The Bad Man of Brimstone (1937), con Wallace Beery. 
Coincidió con John Wayne en el plató de Angel and the Badman (1947). Ambos congeniaron, compartieron bebidas, y más adelante Cabot fue una primera elección para los papeles secundarios de las películas de John Wayne. Trabajaron juntos en once ocasiones, de las cuales pueden mencionarse The Comancheros (Los comancheros) (1961), Hatari! (1962), McLintock! (El gran McLintock)(1963), In Harm's Way (Primera victoria, 1965), The War Wagon (Ataque al carro blindado, 1967), The Green Berets (Boinas verdes, 1968), Hellfighters (Los luchadores del infierno, 1968), The Undefeated (Los indestructibles, 1969), Chisum (1970) y Big Jake (El gran Jack, 1971).
La última aparición de Cabot fue en la película de la serie James Bond Diamantes para la eternidad (1971). 
Estuvo casado dos veces, con las actrices Adrienne Ames y Francesca De Scaffa. Falleció en Woodland Hills, California, a causa de un cáncer de pulmón y de garganta.

## Filmografía

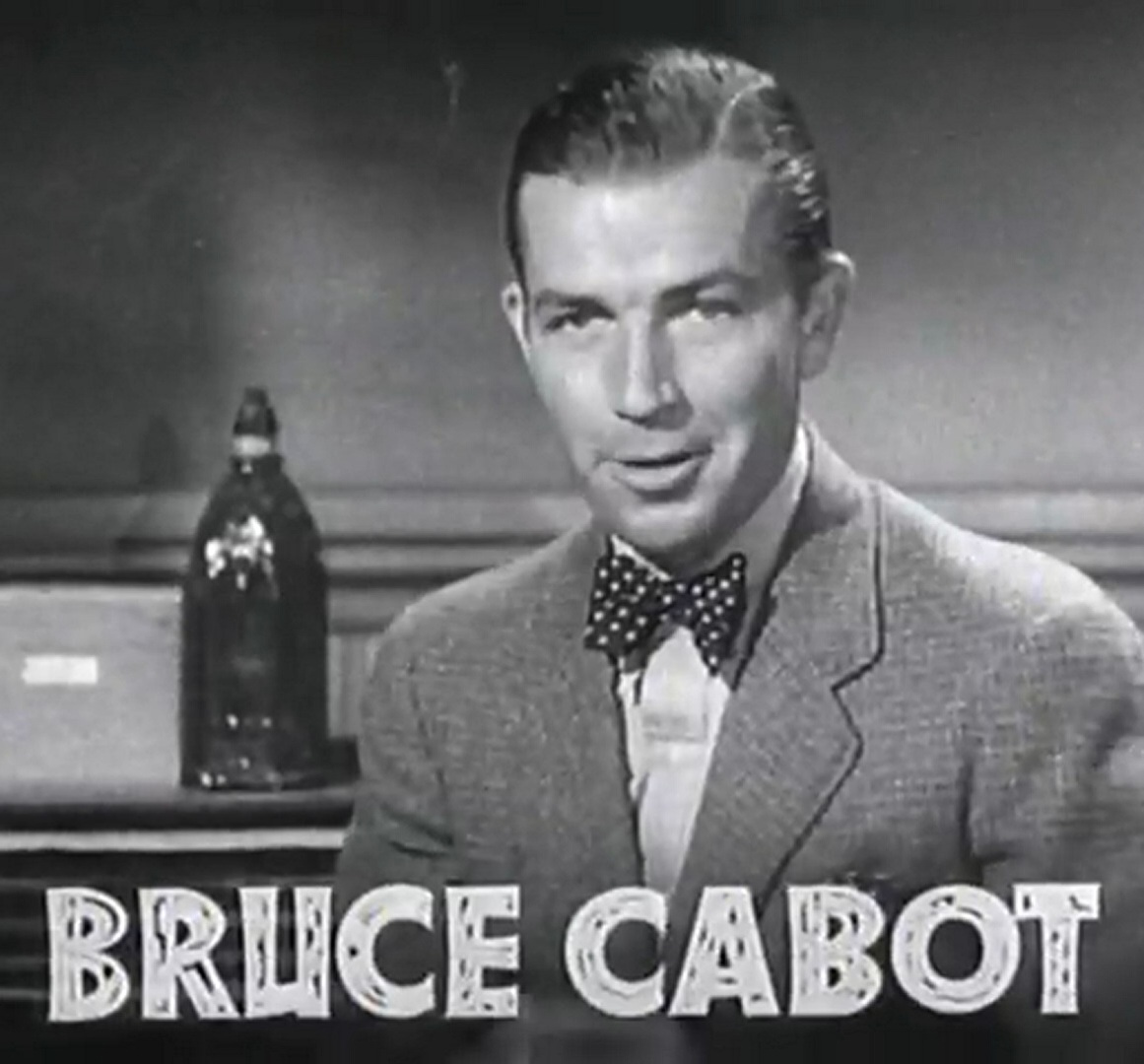
Bruce Cabot en el tráiler de Fury

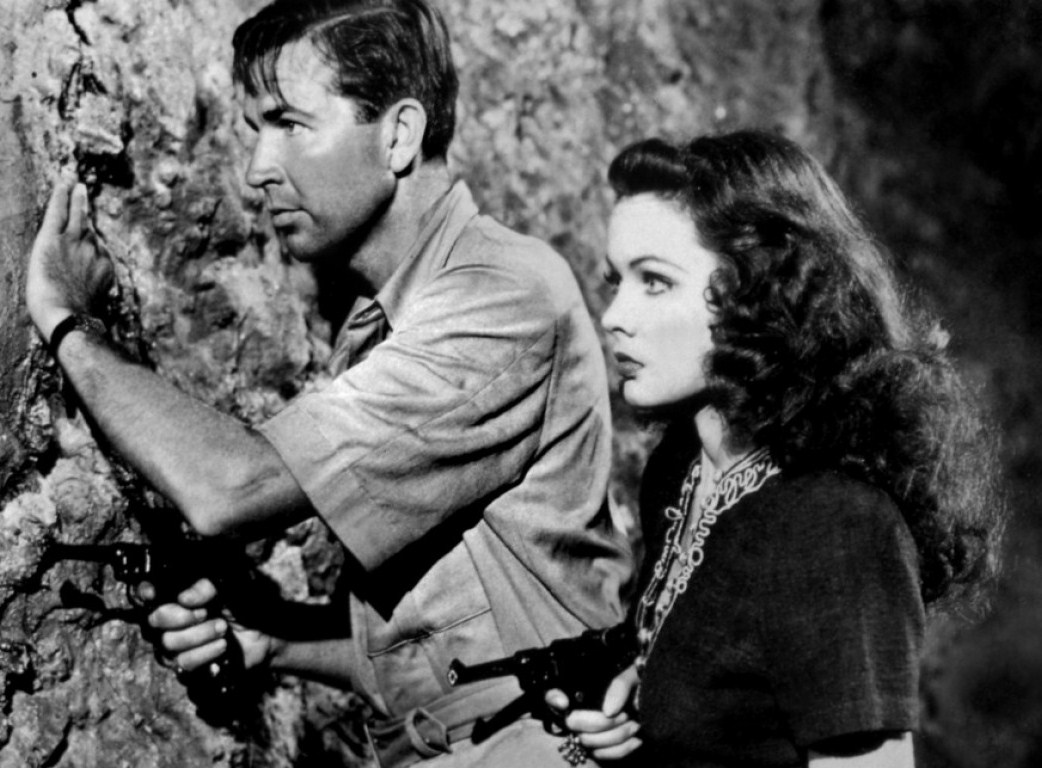
Bruce Cabot junto a Gene Tierney en la película Sundown

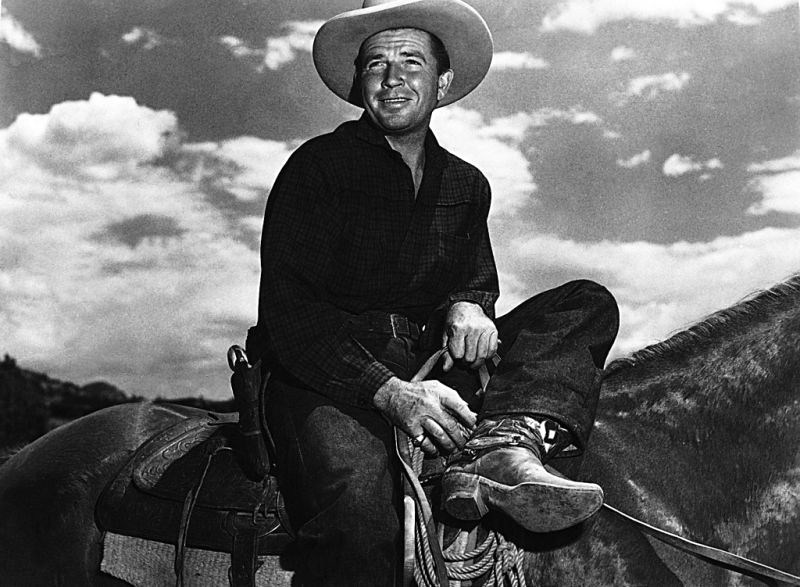
Bruce Cabot en la película Angel and the Badman

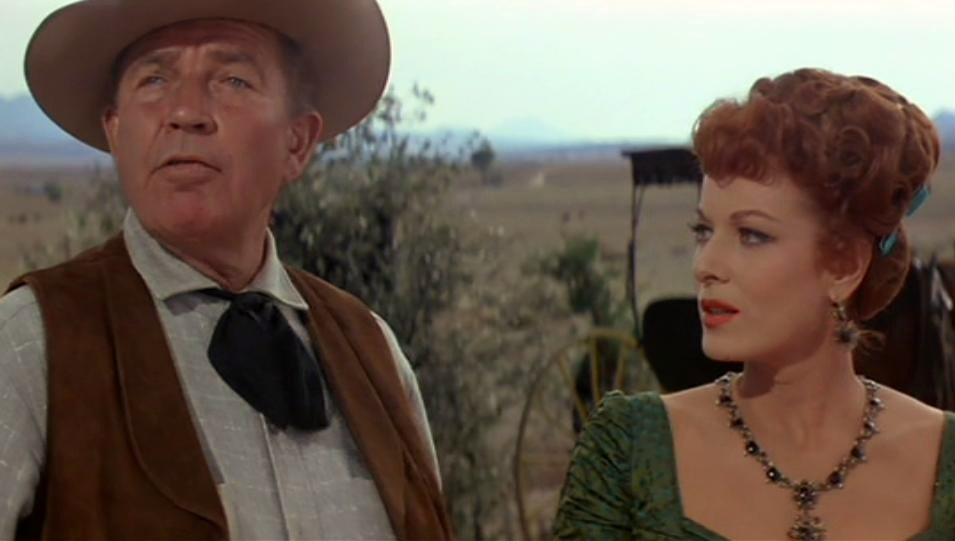
Bruce Cabot junto a Maureen O'Hara en la película McLintock!

| Año  | Título                                                   | Personaje                                      |
| ---- | -------------------------------------------------------- | ---------------------------------------------- |
| 1931 | Heroes of the Flames                                     | Secundario                                     |
| 1931 | Confessions of a Co-Ed                                   | Estudiante en el baile (no acreditado)         |
| 1932 | Lady with a Past                                         | Invitado en la fiesta                          |
| 1932 | The Roadhouse Murder                                     | Fred Dykes                                     |
| 1932 | The Lost Special                                         | Forest Ranger                                  |
| 1933 | Lucky Devils                                             | Happy White                                    |
| 1933 | The Great Jasper                                         | Roger McGowd                                   |
| 1933 | King Kong                                                | Jack Driscoll                                  |
| 1933 | Scarlet River                                            | Bruce Cabot (no acreditado)                    |
| 1933 | Disgraced, de Erle C. Kenton                             | Kirk Undwood Jr.                               |
| 1933 | Flying Devils                                            | 'Ace' Murray                                   |
| 1933 | Midshipman Jack                                          | Jack Austin                                    |
| 1933 | Ann Vickers, de John Cromwell                            | Capt. Lafayette Resnick                        |
| 1933 | Shadows of Sing Sing                                     | Bob Martel                                     |
| 1934 | Finishing School                                         | Ralph McFarland                                |
| 1934 | Murder on the Blackboard                                 | Addison 'Ad' Stevens                           |
| 1934 | Let's Try Again                                          | Secundario sin determinar (escenas eliminadas) |
| 1934 | His Greatest Gamble                                      | Stephen                                        |
| 1934 | Their Big Moment                                         | Lane Franklyn                                  |
| 1934 | Redhead                                                  | Ted Brown                                      |
| 1934 | Men of the Night                                         | Sargento de detectives 'Stake-Out' Kelly       |
| 1934 | Night Alarm                                              | Hal Ashby                                      |
| 1935 | Without Children                                         | David F. Cole                                  |
| 1935 | Let 'Em Have It, de Sam Wood                             | Joe Keefer                                     |
| 1936 | Don't Gamble with Love                                   | Jerry Edwards                                  |
| 1936 | Robin Hood of El Dorado                                  | Bill Warren                                    |
| 1936 | The Three Wise Guys                                      | Blackie                                        |
| 1936 | Fury, de Fritz Lang                                      | Kirby Dawson                                   |
| 1936 | The Last of the Mohicans                                 | Magua                                          |
| 1936 | Don't Turn 'Em Loose                                     | Robert Webster - Alias Bat Williams            |
| 1936 | The Big Game                                             | Cal Calhoun                                    |
| 1936 | Legion of Terror                                         | Frank Marshall                                 |
| 1936 | Sinner Take All                                          | Ernie                                          |
| 1937 | Bad Guys                                                 | 'Lucky' Walden                                 |
| 1937 | Love Takes Flight                                        | Neil 'Brad' Bradshaw                           |
| 1937 | The Bad Man of Brimstone                                 | 'Blackjack' McCreedy                           |
| 1938 | Sinners in Paradise, de James Whale                      | Robert Malone                                  |
| 1938 | Smashing the Rackets                                     | Steve Lawrence                                 |
| 1938 | Tenth Avenue Kid                                         | Jim 'Silk' Loomis                              |
| 1939 | Homicide Bureau                                          | Jim Logan                                      |
| 1939 | Mystery of the White Room                                | Dr. Bob Clayton                                |
| 1939 | Dodge City                                               | Jeff Surrett                                   |
| 1939 | Mickey the Kid                                           | Jim Larch / Jim Adams                          |
| 1939 | Traitor Spy                                              | Carl Beyersdorf / Ted Healy                    |
| 1939 | My Son Is Guilty                                         | Ritzy Kerry                                    |
| 1940 | Susan and God, de George Cukor                           | Michael                                        |
| 1940 | Captain Caution, de Richard Wallace                      | Slade                                          |
| 1940 | Girls Under 21                                           | Smiley Ryan                                    |
| 1941 | The Flame of New Orleans, de René Clair                  | Robert LaTour                                  |
| 1941 | Sundown, de Henry Hathaway                               | William Crawford                               |
| 1942 | Wild Bill Hickok Rides                                   | Wild Bill Hickok                               |
| 1942 | Pierre of the Plains                                     | 'Jap' Durkin                                   |
| 1942 | Silver Queen, de Lloyd Bacon                             | Gerald Forsythe                                |
| 1943 | The Desert Song                                          | Coronel Fontaine                               |
| 1945 | Salty O'Rourke                                           | Doc Baxter                                     |
| 1945 | Divorce                                                  | Bob Philips                                    |
| 1945 | Fallen Angel, de Otto Preminger                          | Dave Atkins                                    |
| 1946 | Smoky                                                    | Frank Denton                                   |
| 1946 | Avalanche                                                | Steve Batchelor                                |
| 1947 | Angel and the Badman                                     | Laredo Stevens                                 |
| 1947 | Gunfighters, de George Waggner                           | Bard Macky                                     |
| 1948 | The Gallant Legion                                       | Beau Laroux                                    |
| 1949 | Sorrowful Jones                                          | Big Steve Holloway                             |
| 1950 | Rock Island Trail                                        | Kirby Morrow                                   |
| 1950 | Fancy Pants                                              | Cart Belknap                                   |
| 1951 | Best of the Badmen                                       | Cole Younger                                   |
| 1952 | Kid Monk Baroni                                          | Sr. Hellman                                    |
| 1952 | Lost in Alaska'', de Jean Yarbrough                      | Jake Stillman                                  |
| 1955 | Il mantello rosso                                        | Capitán Rainiero d'Anversa                     |
| 1955 | Il tesoro di Rommel                                      | Welles                                         |
| 1956 | Totò, lascia o raddoppia?                                | Nick Molise                                    |
| 1958 | The Quiet American                                       | Bill Granger                                   |
| 1958 | La ragazza del palio, de Luigi Zampa                     | Mike                                           |
| 1958 | The Sheriff of Fractured Jaw, de Raoul Walsh             | Jack                                           |
| 1959 | Guardatele ma non toccatele                              | Coronel Joe Charleston                         |
| 1959 | John Paul Jones, de John Farrow                          | Artillero Lowrie                               |
| 1959 | Il terrore dei barbari                                   | Alboino                                        |
| 1961 | Los comancheros                                          | Mayor Henry                                    |
| 1962 | Hatari!                                                  | Little Wolf, conocido también como El indio    |
| 1963 | McLintock!                                               | Ben Sage                                       |
| 1964 | Law of the Lawless                                       | Joe Rile                                       |
| 1965 | In Harm's Way, de Otto Preminger                         | Contramaestre Quoddy                           |
| 1965 | Black Spurs                                              | Bill Henderson                                 |
| 1965 | Cat Ballou                                               | Sheriff Maledon                                |
| 1965 | Town Tamer                                               | Riley Condor                                   |
| 1965 | Choque de Sentimientos                                   |                                                |
| 1966 | The Chase                                                | Sol                                            |
| 1967 | The War Wagon                                            | Franklin Pierce                                |
| 1968 | The Green Berets                                         | Coronel Morgan                                 |
| 1968 | Hellfighters, de Andrew V. McLaglen                      | Joe Horn                                       |
| 1969 | The Undefeated                                           | Jeff Newby                                     |
| 1970 | Chisum                                                   | Alguacil Braddy                                |
| 1970 | WUSA                                                     | Rey Wolyoe                                     |
| 1971 | Big Jake, de George Sherman y John Wayne (no acreditado) | Sam Sharpnose                                  |
| 1971 | Diamonds Are Forever                                     | Bert Saxby                                     |

## Curiosidades
- El personaje de "Bruce Baxter" en la versión del año 2005 de King Kong se inspira en Cabot.
- La versión de King Kong de 2005 incluye una dedicatoria a los otros dos actores principales del original de 1933, pero no a Cabot.